# Echinolaena
Echinolaena es un género de plantas herbáceas perteneciente a la familia de las poáceas. Es originario de Brasil, Caribe, los Andes y Madagascar.

## Descripción
Son plantas anuales; tallos hasta 50 cm de largo, fistulosos, ramificados, rastreros y enraizando en los nudos inferiores; entrenudos adpreso pilosos; nudos pilosos; plantas polígamas. Vainas carinadas; lígula una hilera de tricomas hasta 0.5 mm de largo; láminas lanceoladas, 1–4 cm de largo y 3–6 mm de ancho, aplanadas, más bien firmes, cordadas en la base, glabras en el envés, papiloso-híspidas en la haz, los márgenes blanquecino-cartilaginosos y papiloso-híspidos. Inflorescencias espigas solitarias; espiguillas subsésiles o cortamente pediceladas, en 2 o 4 hileras en la parte inferior de un raquis aplanado, 5.5–11 mm de largo, solitarias, pustuloso-híspidas, pectinadas, comprimidas dorsalmente o algo lateralmente hacia el ápice, con 2 flósculos; glumas y lema inferior herbáceas; desarticulación por debajo de las glumas y el flósculo superior; gluma inferior linear-triangular, 5.5–11 mm de largo, mirando hacia afuera, acuminada, 7–11-nervia, convexa abajo, carinada hacia la punta, pustuloso-híspida con tricomas patentes, gluma superior 5.5–6.5 mm de largo, 7–9-nervia, navicular, acuminada, papiloso-híspida cerca de la punta; flósculo inferior estaminado; lema inferior lanceolada, 4.5–6.5 mm de largo, 5–7-nervia, ligeramente híspida cerca de la punta; pálea inferior 3.5–3.7 mm de largo, más angosta que la lema inferior, membranácea, 2-carinada; flósculo superior bisexual, 3.3–4 mm de largo, comprimido dorsalmente; lema superior más corta que la lema inferior, lisa y brillante, coriácea, cuculada, los márgenes delgados y expuestos cerca de la base, enrollados hacia adentro cerca de la punta; callo basal prominente, truncado y con los márgenes basales de la lema superior pareciendo cicatrices algo carnosas; pálea superior casi tan larga como la lema superior y de la misma textura que esta; lodículas 2; estambres 3, las anteras 1.5–2 mm de largo, amarillas; estilos 2. Cariopsis 3.2–3.8 mm de largo; embrión de 3/5 la longitud de la cariopsis; hilo linear, tan largo como la cariopsis.

## Taxonomía
El género fue descrito por Nicaise Augustin Desvaux y publicado en Journal de Botanique, Appliquée à l'Agriculture, à la Pharmacie, à la Médecine et aux Arts 1: 75. 1813. La especie tipo es:  Echinolaena hirta Desv. [= Echinolaena inflexa (Poir.) Chase] 
Citología
Número de la base del cromosoma, x = 9. 2n = 60.

## Especies
- Echinolaena brachystachya (Trin.) Kunth
- Echinolaena ecuadoriana Filg.
- Echinolaena gracilis Swallen
- Echinolaena inflexa (Poir.) Chase
- Echinolaena loliacea (Bert.) Kunth
- Echinolaena madagascariensis Baker
- Echinolaena minarum (Nees) Pilg.
- Echinolaena navicularis (Nees) Kunth
- Echinolaena nemorosa (Sw.) Kunth
- Echinolaena oplismenoides (Munro ex Döll) Stieber
- Echinolaena polystachya Kunth
- Echinolaena procurrens (Nees ex Trin.) Kunth
- Echinolaena scabra Kunth
  - Echinolaena scabra var. ciliata A. St.-Hil.
- Echinolaena standleyi (Hitchc.) Stieber[3][4]